# Хопкинсвилл
Хопкинсвилл (англ. Hopkinsville) — крупнейший город в штате Кентукки в Соединённых Штатах Америки. Административный центр (столица) округа Крисчен. 
В 2020 году в городе проживали 31 180 человека.

## Географическое положение

Хопкинсвилл на картах округа и штата

Хопкинсвилл находится на юго-западе штата Кентукки, в 100 км к северу югу от города Нашвилл. 
В соответствии с данными указанными на сайте центрального статистического органа страны — Бюро переписи населения США, город Хопкинсвилл имеет общую площадь 82,8 квадратных километра и вся эта территория приходится на сушу.

## История

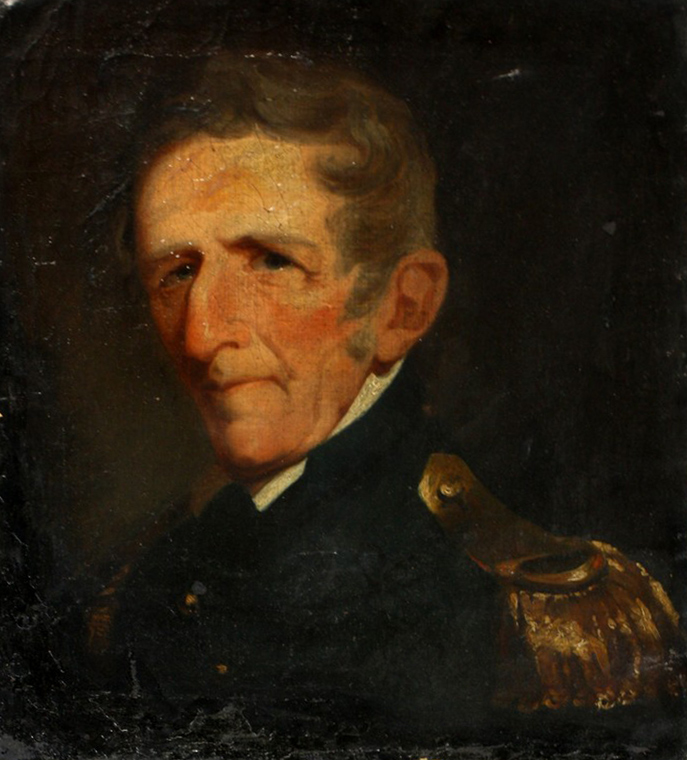
Самюэль Хопкинс

Поселение было основано в 1796 году парой из Северной Каролины. Вскоре оно было выбрано в качестве административного центра для округа Крисчен и названо Элизабет. В 1804 году город был переименован в Хопкинсвилл в честь Самюэля Хопкинса, конгрессмена и участника Войны за независимость. Город стал фермерским и рыночным центром для разведения скота и выращивания табака. В Хопкинсвиллe производят одежду, автомобильные детали и электрическое освещение. В городе находится муниципальный колледж Хопкинсвилля, входящий в систему общественных и технических колледжей Кентукки.
В 1964 году город был награждён премией «All-America City Award» (с англ. — «Всеамериканский город») присуждаемой Национальной гражданской лигой, которую неофициально называют «Нобелевской премией за конструктивное гражданство» и которая выдается за активную гражданскую позицию жителей некорпоративных сообществ Соединённых Штатов в жизни местного самоуправления.
Город находится на тропе Дорога слёз, включённой в Систему национальных троп США. Вблизи Хопкинсвилла находятся парки штата Лейк-Баркли и Лейк-Мэлоун.

## Население
В 2020 году в городе проживало 31 180 человека, насчитывалось 12 824 домашних хозяйств. Население Хопкинсвилла по возрастному диапазону распределилось следующим образом: 25,7 % — жители младше 18 лет, 57,6 % — от 18 до 65 лет и 16,5 % — в возрасте 65 лет и старше. Медианный возраст — 36,2 лет. Расовый состав: белые — 58,5 %, афроамериканцы — 31,2 % и представители двух и более рас — 6,3 %. Высшее образование имели 18,9 %.
В 2020 году медианный доход на домашнее хозяйство оценивался в 40 442 $, на семью — 51 938 $. 20,4 % от всей численности населения находилось на момент переписи за чертой бедности. 68,7 % работали в частных компаниях, 1,6 % — самозанятые, 7,9 % были сотрудниками частных некоммерческих организаций, 16,4 % были государственными служащими, 5,4 % были самозанятыми в собственном незарегистрированном бизнесе или домашнем хозяйстве.